# Timo Werner
Timo Werner, född 6 mars 1996 i Stuttgart, är en tysk fotbollsspelare (anfallare) som spelar för Tottenham Hotspur, på lån från RB Leipzig.

## Karriär
Werner har spelat för Stuttgart och RB Leipzig. Han spelade flest matcher för RB Leipzig och gjorde även flest mål. 
Efter sina prestationer i Tyskland var det dags för honom att byta klubb. Den 18 juni 2020 värvades Werner av Chelsea, där han skrev på ett femårskontrakt.
Den 9 augusti 2022 blev Werner klar för en återkomst i RB Leipzig, där han skrev på ett fyraårskontrakt.
Werner anslöt till Premier League-klubben Tottenham Hotspur den 9 januari 2024 på lån för resten av säsongen 2023–24, med möjlighet att göra övergången permanent.